# Matthew Timmons
Matthew Timmons (Burbank, 14 januari 1993) is een Amerikaans acteur, bekend van het jeugdprogramma The Suite Life on Deck, waarin hij de rol van Woody Fink speelt. Timmons speelde deze rol ook in onder andere de televisiefilm The Suite Life Movie (2011).